# ويكيبيديا المغربية
ويكيبيديا المغربية (باللهجة المغربية: ويكيپيديا لمغريبية) أو ويكيبيديا الدارجة (باللهجة المغربية: ويكيپيديا ب دّاريجة) هي إصدار اللهجة المغربية من موسوعة ويكيبيديا، تم إنشاؤها في 20 يوليو 2020.

## الخط الزمني
- 20 يوليو 2020: بداية الموقع رسميًّا.[7]
- 1 أغسطس 2020: تخطي ويكيبيديا المغربية 1,194 مقالة.[8]
- 7 أغسطس 2020: تخطي ويكيبيديا المغربية 10 آلاف تعديل.[8]
- 23 أغسطس 2020: تخطي ويكيبيديا المغربية 2,000 مقالة.[8]
- 24 أكتوبر 2020: تخطي ويكيبيديا المغربية 1,000 مستخدم.[9]
- 31 أغسطس 2021: تخطي ويكيبيديا المغربية 100 ألف تعديل.[10]
- 2 مارس 2022: تخطي ويكيبيديا المغربية 5,000 مقالة.[11]

## طالع أيضًا
- ويكيبيديا المصرية
- ويكيبيديا العربية

## وصلات خارجية
- الموقع الرسمي